# Чулніца (комуна)
Чулніца (рум. Ciulnița) — комуна у повіті Яломіца в Румунії. До складу комуни входять такі села (дані про населення за 2002 рік):
- Івенешть (220 осіб)
- Іон-Гіка (387 осіб)
- Пояна (913 осіб)
- Чулніца (1036 осіб)

Комуна розташована на відстані 99 км на схід від Бухареста, 3 км на південний захід від Слобозії, 110 км на захід від Констанци, 112 км на південний захід від Галаца.

## Населення
За даними перепису населення 2002 року у комуні проживали 2556 осіб.
Національний склад населення комуни:
| Національність | Кількість осіб | Відсоток |
| -------------- | -------------- | -------- |
| румуни         | 2551           | 99,8%    |
| цигани         | 4              | 0,2%     |
| угорці         | 1              | < 0,1%   |

Рідною мовою назвали:
| Мова      | Кількість осіб | Відсоток |
| --------- | -------------- | -------- |
| румунська | 2555           | > 99,9%  |
| угорська  | 1              | < 0,1%   |

Склад населення комуни за віросповіданням:
| Релігія       | Кількість осіб | Відсоток |
| ------------- | -------------- | -------- |
| православні   | 2544           | 99,5%    |
| лютерани      | 6              | 0,2%     |
| римо-католики | 3              | 0,1%     |
| атеїсти       | 2              | 0,1%     |
| реформати     | 1              | < 0,1%   |